# Campagne de l'empereur Taizong contre les Tuyuhun
Tout au long de son règne, l'empereur Tang Taizong (r. 626-649), le deuxième empereur de la dynastie Tang, doit faire face aux défis que lui posent les différents peuples et royaumes voisins de la Chine. Parmi ces derniers on trouve le Khanat des Tuyuhun, un peuple appartenant à la puissante tribu nomade proto-mongole tabghach des Xianbei et qui vit à l'ouest du territoire des Tang. Murong Fuyun, le Khan des Tuyuhun, conteste en permanence l'autorité chinoise dans les régions frontalières de l'empire chinois. En 634, l'empereur Taizong réagit aux attaques incessantes de Fuyun en lançant une attaque de grande ampleur contre les Tuyuhun. L'armée des Tang, qui est commandée par le major général Li Jing, inflige de lourdes défaites aux forces Tuyuhun, ce qui finit par amener les subordonnés de Murong Fuyun à assassiner ce dernier en 635.
Affaiblis, les Tuyuhuns perdent leur statut de puissance majeure de la région, et ce sont les Tang qui, ironiquement, jouent le rôle de protecteur pour Murong Shun/Gandou Khan, le fils de Murong Fuyun, et Murong Nuohebo/Ledou Khan, le petit-fils de Fuyun. Les Tuyuhuns n'arriveront jamais à récupérer leur ancienne puissance, surtout à cause de l'Empire du Tibet, leur voisin du Sud-Ouest, qui les attaque constamment. En 672, pendant le règne de l'empereur Tang Gaozong, le fils de l'empereur Taizong, les Tang sont contraints de déplacer ce qu'il reste du peuple Tuyuhun pour installer les derniers survivants à l'intérieur des frontières chinoises, ce qui met fin à leur existence en tant que peuple avec son identité propre.

## Situation avant la campagne
Tout au long du règne de l'empereur Tang Gaozu, le père de l'empereur Taizong, les Tuyuhuns profitent de la guerre civile qui déchire la Chine pour procéder régulièrement à des incursions dans les régions qui correspondent actuellement au Sichuan et au sud du Gansu. À cette époque, ils sont gouvernés par Murong Fuyun, qui porte le titre de Busabo Khan. Après chaque attaque, des propositions de paix durables sont faites par les deux camps, mais cela ne dure jamais longtemps. Ces incursions continuent après que l'empereur Taizong soit monté sur le trône en 626, bien que leur fréquence semblent diminuer. En effet, les seules incursions enregistrées dans le Zizhi Tongjian, une chronique couvrant 1 363 ans de l'histoire de la Chine, datent de 628, quand les Tuyuhuns attaquent le Zhou de Min (岷州), et de 632, quand ils attaquent le Zhou de Lan (蘭州). Selon les chroniques et sources de l'époque, l'attitude hostile des Tuyuhun envers les Tang, serait due à une posture anti-chinoise que Murong Fuyun aurait pris dans sa vieillesse sur les conseils de son stratège, le Prince de Tianzhu. Cette explication est d'autant plus floue que l'on ne sait pas même pas quel âge avait Fuyun lorsque son stratège lui aurait donné ce fameux conseil.
Juste avant l'an 634, Murong Fuyun semble faire un pas vers la paix, en envoyant un émissaire rendre hommage et offrir des tributs à l'empereur Taizong. Mais avant même que cet émissaire ait quitté la Cour des Tang, les troupes des Tuyuhun attaquent et pillent le Zhou de Shan (鄯州). Lorsque l'empereur Taizong envoie des émissaires pour réprimander Murong Fuyun et le convoquer à Chang'an, la capitale des Tang, pour le rencontrer, Fuyun refuse mais demande à ce qu'une princesse Tang soit donnée en mariage à son fils, le Prince de Zoun. L'empereur Taizong accepte, mais ordonne que le Prince de Zoun se rende personnellement à Chang'an pour épouser la princesse. Comme le Prince de Zoun ne vient pas, l'empereur Taizong annule le mariage. Pendant ce temps, Murong Fuyun attaque également les Zhou de Lan et Kuo (廓州) et fait emprisonner Zhao Dekai (趙德楷), l'émissaire des Tang. L'empereur Taizong envoie alors plusieurs autres émissaires auprès du Khan des Tuyuhun pour essayer de régler ce problème et convoque également des émissaires Tuyuhun pour discuter personnellement avec eux. Mais malgré cette intense activité diplomatique, Murong Fuyun ne cède toujours pas.
À l'automne 634, l'empereur Taizong prend acte de l'échec de la diplomatie et envoie les généraux Duan Zhixuan (段志玄) et Fan Xing (樊興) attaquer les Tuyuhun. L'armée qu'ils commandent est composée de soldats Tang, renforcée de soldats des tribus Qibi(契苾) et Dangxiang. Au début, Duan remporte quelques succès mineurs, mais très vite les troupes des Tuyuhun ont simplement commencé à l'éluder et à refuser d'engager le combat. Finalement, Duan n'a pas d'autre choix que de se replier et, apparemment, immédiatement après ce repli, les Tuyuhun attaquent de nouveau le Zhou de Liang (涼州).
Toujours en 634, les Tibétains se rendent également à la capitale des Tang, pour demander qu'une princesse chinoise soit donnée en mariage à leur roi. Quand ils découvrent que les Tuyuhun ont également un émissaire dans la capitale pour demander la main d'une princesse chinoise, ils attaquent ce dernier et forcent son roi à fuir. Après de nouvelles luttes entre les Chinois et les Tibétains, les Tang acceptent finalement d'envoyer une princesse à l'empereur tibétain.

## La campagne de Li Jing
Après l'attaque des Tuyuhun contre le Zhou de Liang, l'empereur Taizong décrète qu'une grande campagne contre Tuyuhun doit être menée. Dans un premier temps, il veut faire du général Li Jing le commandant en chef des troupes, mais il se ravise, estimant qu'a 63 ans, Jing est trop âgé pour ce poste. Cependant, quand Li Jing entend parler de cela, il refuse de rester en arrière et demande personnellement à l'empereur de partir au combat. Cette rebuffade plaît à l'empereur Taizong, qui lui confie finalement le commandement des troupes, avec les généraux Hou Junji, Li Daozong, Li Daliang, Li Daoyan (李道彥) et Gao Zengsheng (高甑生) sous ses ordres. En plus des troupes des Tang, des tribus Tujue et Qibi envoient également des soldats. Durant la phase initiale de la campagne, quelques tribus des peuples Dangxiang et Qiang, qui apparemment craignaient d'être également visés par l'armée chinoise, se rebellent contre les Tang et s'enfuient pour rejoindre les rangs des Tuyuhuns.
Durant l'été 635, les troupes des Tang commencent à se battre contre celles des Tuyuhun, mais très vite le scénario de 634 se répète : après quelques victoires mineures de Li Daozong, Murong Fuyun s'enfuit en pratiquant une politique de la terre brûlée. La plupart des subalternes de Li Jing pensent qu'il est dangereux de s'aventurer plus loin sans un approvisionnement adéquat pour les hommes et les chevaux, et lui conseillent donc de se replier. Mais Hou s'oppose à l'idée, soulignant que c'est là l'occasion de détruire les Tuyuhun. Li Jing accepte et divisa ses forces en deux groupes:
- Le premier, commandé par Li Jing lui-même, Xue wanjun (薛萬均) et Li Daliang, part en direction du Nord-Ouest
- Le second, commandé par Hou Junji et Li Daozong, part en direction du Sud-Ouest.

Les deux groupes remportent de nombreuses victoires, même si lors d'une bataille Xue wanjun et son frère Xue Wanche (薛萬徹) tombent dans un piège des Tuyuhun et sont à deux doigts d'être tués. Finalement, ils sont sauvés par une intervention héroïque de Qibi Heli (契苾何力). Finalement, Li Jing découvre l'endroit où se trouve Murong Fuyun, lance une attaque surprise contre ce dernier et bat ses forces restantes. Si Murong Fuyun réussit à fuir, les nobles Tuyuhun, conduits par son fils Murong Shun, le Prince de Daning, tuent le Prince de Tainzhu et se rendent. Fuyun est de nouveau obligé de s'enfuir, mais en vain, car il finit tué par ses subalternes durant sa fuite. Pour récompenser Murong Shun, l'empereur Taizong lui octroie le double titre de Prince de Xiping et Zhugulüwugandou Khan (ou Gandou Khan en abrégé), pour succéder à Murong Fuyun.

## Conséquences

### Les règnes de Murong Shun et Murong Nuohebo
Le règne de Murong Shun est court et marqué par le manque de respect du peuple envers lui, parce qu'il avait longtemps servi d'otage auprès des Sui. Dès l'hiver 635, Shun est assassiné et c'est son fils, Murong Nuohebo, le Prince de Yan, qui lui succède après de nombreux combats. Lorsqu'il est mis au courant de la situation, l'empereur Taizong confie le commandement d'une armée à Hou Junji et l'envoie pacifier le peuple Tuyuhun afin qu'il se soumette à Murong Nuohebo. En 636, Murong Nuohebo demande à se soumettre officiellement aux Tang, et l'empereur Taizong lui octroie le double titre de Prince de Heyuan et de Wudiyebaledou Khan (ou Ledou Khan en abrégé).
Mais ce n'est qu'un bref répit pour les Tuyuhun, qui se retrouvent très vite sous la menace de la puissance émergente de l'Empire du Tibet. Peu de temps avant 638, le chef tibétain Songtsän Gampo apprend que les khans des Turcs orientaux et des Tuyuhun ont pu épouser des princesses chinoises. Il décide d'en épouser une à son tour et pour y parvenir, il envoie des émissaires offrir aux Tang un tribut d'or, d'argent et de bijoux qui doit faire office de prix de la fiancée. L'empereur Taizong refuse ce mariage et quand l'émissaire retourne au Tibet, il blâme Murong Nuohebo pour son échec, accusant ce dernier de vouloir empêcher la conclusion d'un mariage d'alliance entre la Chine et le Tibet. Songtsän Gampo, croyant l'émissaire, attaque les Tuyuhun, qui n'ont pas d'autre choix que de s'enfuir au nord du lac Qinghai. Songtsän Gampo attaque ensuite Songzhou, une ville frontière des Tang, affirmant qu'il "accueillait " ainsi la princesse Tang qu'il veut épouser. En 638, une contre-attaque du Général Niu Jinda (牛進達), qui est alors sous le commandement de Hou Junji, inflige une défaite aux forces tibétaines au Zhou de Song. Songtsän Gampo présente des excuses formelles à l'empereur Taizong, mais demande toujours à épouser une princesse Tang. Cette fois-ci, l'empereur Taizong accepte, mais ne donne pas pour autant une de ses filles en mariage à l'empereur tibétain. Il donne le titre de Princesse Wencheng à la fille d'un membre du clan impérial, puis l’envoie au Tibet épouser Songtsän Gampo en 640. Cela n'est pas la première fois que Taizong agit ainsi, car en 639, il avait déjà donné le titre de Princesse Honghua à une autre fille du clan impérial, avant de lui faire épouser Murong Nuohebo, alors que ce dernier était en train de visiter Chang'an.
Cependant, cette défaite tibétaine ne suffit pas pour ramener le calme au sein du Khanat Tuyuhun, qui tombe sous l'emprise du chancelier de Murong Nuohebo, le Prince de Xuan. Selon les rumeurs reprises par les chroniqueurs de l'époque, le Prince de Xuan aurait eu l'intention de s'emparer de la princesse Honghua, puis de l'envoyer au Tibet avec Murong Nuohebo. Lorsque Murong Nuohebo est mis au courant de ces rumeurs en 641, il s'enfuit à Shanshan pour y retrouver son général, le Prince de Weixin. Pendant ce temps, Xi Junmai (席君買), le commandant militaire des Tang, lance une attaque surprise contre le Prince de Xuan et le tue, ainsi que ses deux frères, ce qui permet à Nuohebo de revenir. Le calme ne revient pas pour autant, car tous ces événements ont alarmé le peuple Tuyuhun, qui craint pour son avenir, au point que l'empereur Taizong doit envoyer Tang Jian (唐儉), un de ses hauts fonctionnaires, pour tenter de les apaiser.

### La chute des Tuyuhun
On sait peu de chose sur le règne de Murong Nuohebo pendant les années qui suivent cet incident, juste qu'il reste fidèle aux Tang lorsque l'empereur Taizong meurt en 649 et que son fils monte sur le trône sous le nom d'empereur Tang Gaozong. En 660, le chancelier du Tibet, Gar Tongtsen Yülsung, envoie son fils Trinring Tsendro attaquer les Tuyuhun, car ils sont des vassaux des Tang. Même si les résultats de cette attaque n'ont pas été mentionnés dans les sources historiques chinoises, il semble qu'elle marque le début d'une série de raids récurrents. Toujours est-il qu'après ce raid, les Tuyuhun et les Tibétains soumettent tous deux des pétitions à l'empereur Gaozong, en s'accusant mutuellement de crimes divers et demandant l'aide de la Chine. Finalement, l'empereur Gaozong rejette les deux pétitions, laissant les deux peuples régler seuls leurs problèmes. En 663, lorsque Suhe Gui (素和貴), un haut fonctionnaire Tuyuhun, fait défection au profit du Tibet, il donne beaucoup de détails concernant son ancien royaume à ses nouveaux maîtres. Profitant de cette aubaine, les Tibétains lancent une attaque de grande ampleur contre les Tuyuhun et infligent des pertes dévastatrices à ces derniers. Murong Nuohebo et la princesse Honghua abandonnent leur territoire et partent se réfugier dans le Zhou de Liang avec leurs derniers fidèles. Cette fuite met, de fait, quasiment fin à l'existence du Khanat Tuyuhun en tant qu'État distinct, bien que le peuple Tuyuhun ne soit pas encore formellement intégré dans la structure gouvernementale des Tang. Cette intégration a lieu en 672, lorsque Murong Nuohebo reçoit le titre de préfet du Zhou d'Anle (安樂州) nouvellement crée.

## Voir également
- Invasion du Gansu par les Tuyuhun
- Attaque tibétaine contre Songzhou